# 後重建時期的剝奪投票權
美国重建时期后，美国特别是南方各州的剥夺选举权问题，是基于南方一系列法律、新宪法和惯例，这些法律、新宪法和惯例被蓄意用来阻止黑人公民登记投票和选举。这些措施是前联邦各州在20世纪初颁布的。马里兰州、肯塔基州和俄克拉荷马州都采取了这些措施。他们的行动旨在阻挠1870年批准的《美国宪法第十五修正案》的目标，该修正案旨在保护美国内战后自由民的选举权。
在重建时代后期的选举中，从19世纪70年代开始，白人民主党人利用准军事团体（如三K党）的暴力以及欺诈行为，打压共和党的黑人选民，使共和党人下台。在重新控制州议会后，民主党人对19世纪末共和党人和民粹主义者之间的联盟感到震惊，使他们失去了一些选举。在取得对州议会的控制权后，白人民主党人在之前的努力基础上再接再厉，通过法律实现了广泛的剥夺公民权：从1890年到1908年，南方各州议会通过了新宪法、宪法修正案和法律，增加了选民登记和投票的难度，特别是当白人工作人员以歧视性的方式管理选民时。他们成功地剥夺了南方大部分黑人公民以及许多贫穷白人的选举权，各州的选民人数急剧下降。共和党在该地区几乎被消灭了几十年，民主党在整个南方各州建立了一党控制。
1912年，罗斯福与党内提名人塔夫脱竞选，共和党出现分裂。这时的南方，共和党已经因剥夺非裔美国人的选举权而被架空，非裔美国人基本上被排除在选举之外。民主党人伍德罗-威尔逊当选为1856年以来第一位南方总统。1916年，他在一场更为激烈的总统竞选中再次当选。在第一个任期内，威尔逊满足了内阁中南方人的要求，在整个联邦政府的工作场所实行公开的种族隔离，并在招聘中实行种族歧视。第一次世界大战期间，美国军队实行种族隔离，黑人士兵的训练和装备都很差。
剥夺公民权在国会产生了深远的影响，民主党稳固的南方享有 "1903年至1953年期间，每十年在国会多出约25个席位".另外，民主党在南方的优势意味着南方的参议员和众议员在国会中变得根深蒂固。他们偏爱国会中的资历特权，这在1920年成为标准，南方人控制了重要委员会的主席职位，以及全国民主党的领导权在大萧条期间，建立许多全国性社会计划的立法在没有非洲裔美国人代表的情况下获得通过，导致计划覆盖面的差距和在操作上对他们的歧视。此外，由于南方黑人没有被列入当地选民名册，他们自动被排除在当地法院服务之外。在整个南方，陪审团都是白人。
直到1965年《选举权法》通过后，政治上的剥夺选举权的现象才结束，该法授权联邦政府监督选民登记做法和历史上人口代表不足的选举，并执行宪法规定的选举权。进入21世纪以来，对投票权的挑战仍在继续，仅2016年的众多法院案件就表明了这一点，不过为了政治优势而限制投票权的企图并不限于南方各州。另一种通过投票制度谋求政治优势的方法是划分选区，如北卡罗来纳州的选区划分，2018年1月联邦法院宣布该选区划分违宪，这类案件有望进入美国最高法院。

## 延伸閲讀
- Feldman, Glenn. The disfranchisement myth: Poor whites and suffrage restriction in Alabama (U of Georgia Press, 2004).
- Grantham, Dewey W. 'Tennessee and Twentieth-Century American Politics,' Tennessee Historical Quarterly 54, no 3 (Fall 1995): 210+ online （页面存档备份，存于）
- Grantham, Dewey W. "Georgia Politics and the Disfranchisement of the Negro." Georgia Historical Quarterly 32.1 (1948): 1-21. online （页面存档备份，存于）
- Graves, John William. "Negro Disfranchisement in Arkansas." Arkansas Historical Quarterly 26.3 (1967): 199-225. online （页面存档备份，存于）
- Korobkin, Russell. "The Politics of Disfranchisement in Georgia." Georgia Historical Quarterly 74.1 (1990): 20-58.
- Moore, James Tice. "From Dynasty to Disfranchisement: Some Reflections about Virginia History, 1820-1902." Virginia Magazine of History and Biography 104.1 (1996): 137-148. online （页面存档备份，存于）
- Perman, Michael.  Struggle for Mastery: Disfranchisement in the South, 1888–1908 (2001).
- Rable, George C. 'The South and the Politics of Antilynching Legislation, 1920–1940.' Journal of Southern History 51.2 (1985): 201-220.
- Redding, Kent. Making Race, Making Power: North Carolina's Road to Disfranchisement (U of Illinois Press, 2003).
- Shufelt, Gordon H. "Jim Crow among strangers: The growth of Baltimore's Little Italy and Maryland's disfranchisement campaigns." Journal of American Ethnic History (2000): 49-78. online （页面存档备份，存于）
- Valelly, Richard M. The two reconstructions: The struggle for black enfranchisement (U of Chicago Press, 2009).
- Woodward, C. Vann. "Tom Watson and the Negro in agrarian politics." Journal of Southern History 4.1 (1938): 14-33. online （页面存档备份，存于）